# Stenosoma spinosum
Stenosoma spinosum is een pissebed uit de familie Idoteidae. De wetenschappelijke naam van de soort is voor het eerst geldig gepubliceerd in 1957 door Amar.